# Carl Thackery
Carl Edward Thackery (Sheffield, 14 ottobre 1962) è un mezzofondista e maratoneta britannico.

## Biografia
Sua figlia Calli Thackery è a sua volta un'atleta professionista.

## Palmarès
| Anno | Manifestazione             | Sede          | Evento         | Risultato | Prestazione | Note |
| ---- | -------------------------- | ------------- | -------------- | --------- | ----------- | ---- |
| 1986 | Europei                    | Stoccarda     | 10000 m piani  | 14º       | 28'33"63    |      |
| 1987 | Mondiali di cross          | Varsavia      | Corsa seniores | 20º       | 37'25"      |      |
| 1987 | Mondiali di cross          | Varsavia      | A squadre      | Argento   | 146 p.      |      |
| 1992 | Mondiali di mezza maratona | South Shields | Corsa seniores | 17º       | 1h01'59"    |      |
| 1992 | Mondiali di mezza maratona | South Shields | A squadre      | Argento   | 3h04'54"    |      |
| 1993 | Mondiali di mezza maratona | Bruxelles     | Corsa seniores | Bronzo    | 1h01'13"    |      |
| 1993 | Mondiali di mezza maratona | Bruxelles     | A squadre      | Bronzo    | 3h06'10"    |      |

## Campionati nazionali
1984
- 11º ai campionati britannici di 10 km su strada - 28'54"

1986
- 4º ai campionati britannici, 5000 m piani - 13'58"10

1987
- 9º ai campionati britannici di 10 km su strada - 28'50"

1991
- Oro ai campionati britannici, 10000 m piani - 28'37"52
- 16º ai campionati britannici, 5000 m piani - 13'52"58

1998
- Argento ai campionati britannici, 10000 m piani - 28'52"71

2002
- Bronzo ai campionati britannici di mezza maratona - 1h04'28"

## Altre competizioni internazionali
1985
- 11º al Memorial Van Damme ( Bruxelles), 10000 m piani - 29'06"79
- Argento alla 20 km di Parigi ( Parigi) - 56'22"

1986
- 7º alla San Silvestre Vallecana ( Madrid), 7 km - 20'03"

1989
- Oro alla Roma-Ostia ( Roma) - 1h02'10"
- Bronzo alla 20 km di Parigi ( Parigi) - 58'51"

1990
- Oro alla Roma-Ostia ( Roma) - 1h01'45"
- Argento all'ora in pista di La Flèche ( La Flèche), 20855 m

1991
- 4º alla Great North Run ( Newcastle upon Tyne) - 1h02'02"

1992
- Argento alla Maratona d'Italia ( Carpi) - 2h12'37"
- Oro alla Zevenheuvelenloop ( Nimega), 15 km - 43'54"
- 10º alla BOclassic ( Bolzano) - 29'23"

1993
- Bronzo alla Roma-Ostia ( Roma) - 1h03'05"
- 9º alla Mezza maratona di Parigi ( Parigi) - 1h03'01"
- 9º alla Zevenheuvelenloop ( Nimega), 15 km - 44'35"

2000
- 28º alla Maratona di Londra ( Londra) - 2h19'57"
- 27º alla Great North Run ( Newcastle upon Tyne) - 1h07'44"